# Rachesa
Genre
Rachesa est un genre de lépidoptères (papillons) sud-américains de la famille des Saturniidae, et de la sous-famille des Ceratocampinae.

## Liste des espèces
Selon NCBI (19 janvier 2020) :
- Rachesa alegrensis Brechlin & Meister, 2011
- Rachesa chrisbrechlinae Brechlin & Meister, 2011
- Rachesa lampei Brechlin & Meister, 2011
- Rachesa sinjaevorum Brechlin & Meister, 2011

Selon Saturniidae world :
- Rachesa adusta (Rothschild, 1907)
- Rachesa breteuili (Bouvier, 1927)
- Rachesa nisa (Druce, 1904)
- Rachesa reventador Lemaire, 1969